# Medalla de Conducta Distinguida
La Medalla de Conducta Distinguida (con letras post-nominales DCM) fue instituida en 1854 por la Reina Victoria como una condecoración para recompensar la valentía en el campo de combate para personal sin rango del Ejército británico. Es el premio británico más antiguo para la valentía en combate y fue una condecoración militar de segundo nivel hasta que se suspendió en 1993. Con esta medalla también se galardonó al personal militar sin rango de otras naciones de la Commonwealth, Dominios y Colonias.

## Institución
La Medalla de Conducta Distinguida fue instituida por Real Cédula del 4 de diciembre de 1854 durante la guerra de Crimea, como un premio para recompensar a oficiales especialistas, oficiales sin mando y tropa por su "distinguida, valiente y buena conducta en el campo de batalla". Para todos los rangos por debajo de los oficiales con mando, fue el segundo galardón más alto para premiar la valentía en combate después de la Victoria Cross, y equivalente a la Orden del Servicio Distinguido, otorgada a oficiales con mando por su valentía. Antes de la institución de esta medalla nunca se había creado ninguna medalla otorgada por el Gobierno británico en reconocimiento a los actos individuales de valentía en el Ejército.
Un premio extraoficial anterior para reconocer actos de valentía, fue la Sir Harry Smith's Medal for Gallantry, instituida por el general Sir Henry George Wakelyn Smith en 1851. A pesar de que el Gobierno británico inicialmente desaprobó la institución de esta medalla, posteriormente fue pensionada, dándosele reconocimiento, pero no estatus oficial.
Los receptores de la Medalla de Conducta Distinguida tienen derecho a utilizar las letras postnominales DCM. Una barra añadida a la medalla, introducida en 1881, podría ser otorgada en reconocimiento de cada acto de conducta distinguida posterior a la concesión de la medalla.
Durante la Primera Guerra Mundial, surgió la preocupación de que la abrumadora cantidad de medallas que estaban siendo concedidas devaluaría el prestigio de las ya otorgadas. Por lo tanto, se instituyó la Medalla Militar para recompensar la valentía en combate terrestre el 25 de marzo de 1916, como un premio alternativo a la Medalla de Conducta Distinguida. La Medalla Militar se concede generalmente a partir de esta fecha para recompensar actos de valor menores, quedando la Medalla de Conducta Distinguida reservada para actos excepcionales de valentía. Se concedieron alrededor de 25.000 Medallas de Conducta Distinguida durante la Primera Guerra Mundial, mientras que aproximadamente se otorgaron unas 1900 durante la Segunda Guerra Mundial.

## Elegibilidad
La medalla también podría ser otorgada a los militares que prestasen servicios en cualquiera de las fuerzas de países con soberanía del Imperio británico. Permaneció como un premio exclusivo del Ejército hasta 1942, cuando la Royal Navy, la Royal Air Force y los Armadas y Fuerzas Aéreas de los Dominios y Colonias también adquirieron el derecho a la medalla.

## Adopción
En mayo de 1894 la reina Victoria autorizó a los gobiernos coloniales a adoptar diversas medallas militares para ser concedidas a sus fuerzas militares locales. La Colonia de Natal y la Colonia de El Cabo introdujeron este sistema en agosto y septiembre de 1894 respectivamente, y el Colonia del Transvaal lo hizo en diciembre de 1902. En Sudáfrica estas medallas coloniales, equivalentes a sus homólogas británicas en el orden de categoría, estuvieron en uso hasta junio de 1913 cuando las primeras medallas se introdujeron para las tropas de Sudáfrica.
Otros territorios que hicieron uso de este privilegio fueron Australia, Canadá y Nueva Zelanda. Con respecto a la Medalla de Conducta Distinguida, hay constancia de dos versiones territoriales, ambas con la efigie del rey Eduardo VII. La Medalla de Conducta Distinguida (Natal) y la Medalla de Conducta Distinguida (Canadá) fueron otorgadas por los respectivos gobiernos y tienen, respectivamente, las inscripciones territoriales "NATAL" y "Canadá" en el reverso, en una línea curva por encima de la inscripción principal.
Otra versión territorial de la medalla también fue aprobado por la Unión Sudafricana en 1913, pero nunca fue concedida. Sin embargo, más de 300 miembros de las Fuerzas de Defensa de la Unión Sudafricana recibieron las versiones británicas de la condecoración durante las dos guerras mundiales.

## Interrupción
A raíz de la revisión de 1993 del sistema de honores británico que formó parte de la campaña para eliminar las distinciones de rango respecto de las indemnizaciones por valentía, se suspendió la Medalla de Conducta Distinguida, la Medalla a la Gallardía Eminente y la Orden de Servicios Distinguidos. Estas tres condecoraciones fueron reemplazadas por la Cruz a la Gallardía Eminente, que se instituyó como el reconocimiento a la valentía de segundo nivel para todos los rangos de todas las armas de las Fuerzas Armadas.

## Categorías
En el orden de categorías prescrito por el Central Chancery of the Orders of Knighthood británico, la Medalla de Conducta Distinguida se ubica a la par con la Medalla de Conducta Distinguida (Natal), queda a continuación de la Air Force Cross y por delante de la Medalla a la Gallardía Eminente.

## Descripción

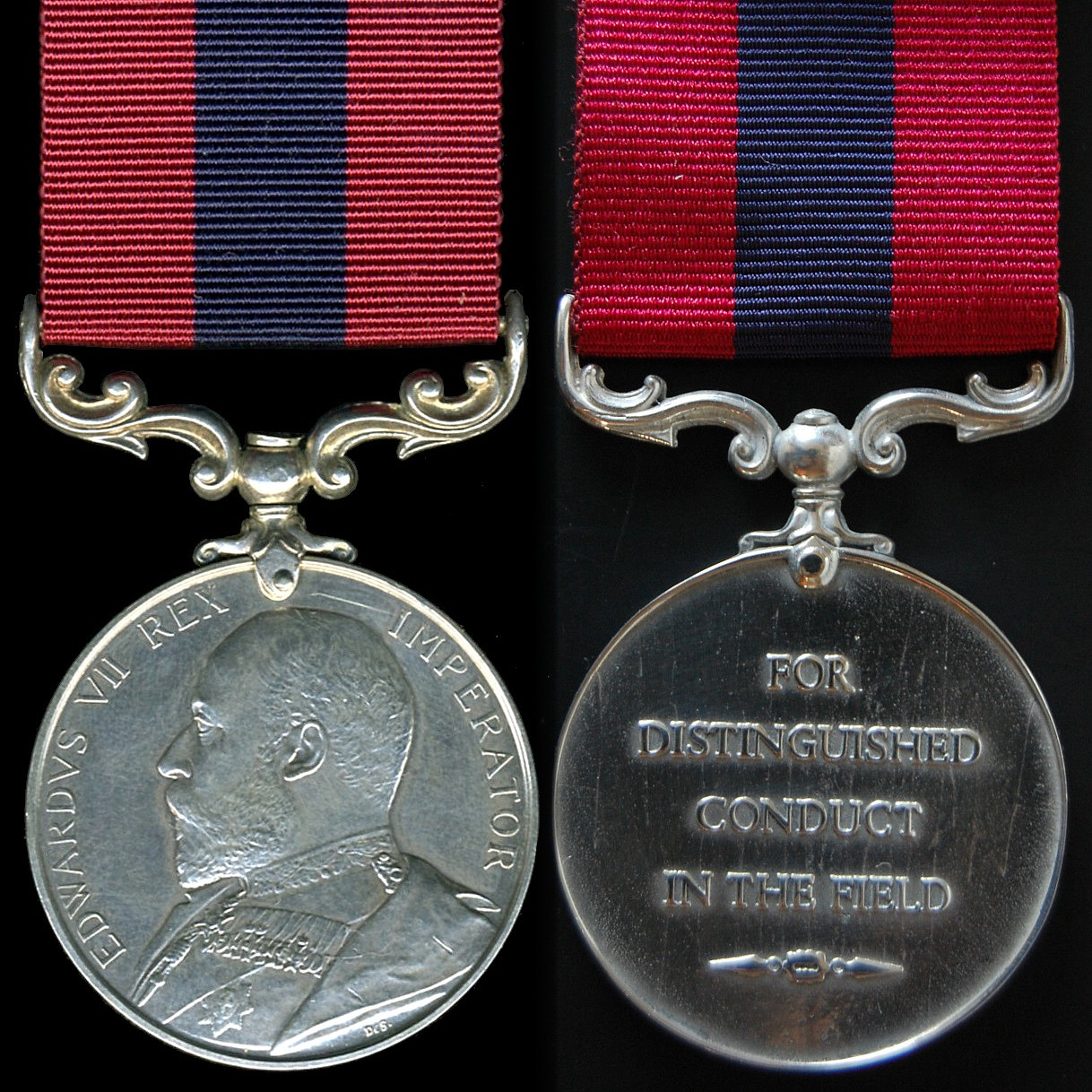
Rey Eduardo VII (versión)

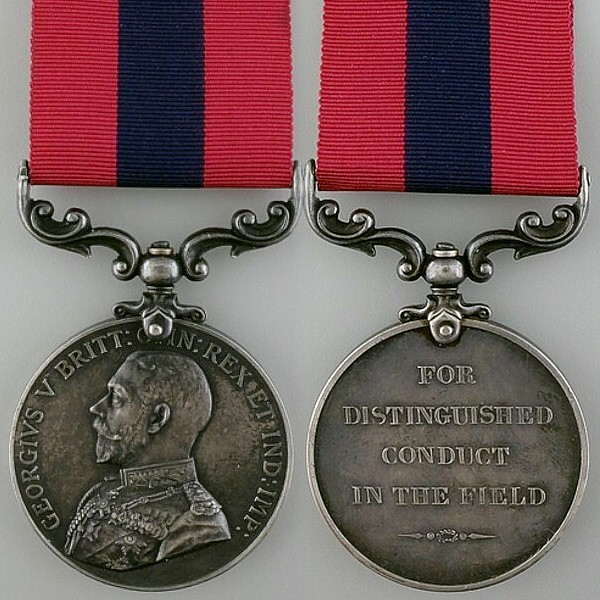
Rey Jorge V (versión 1)

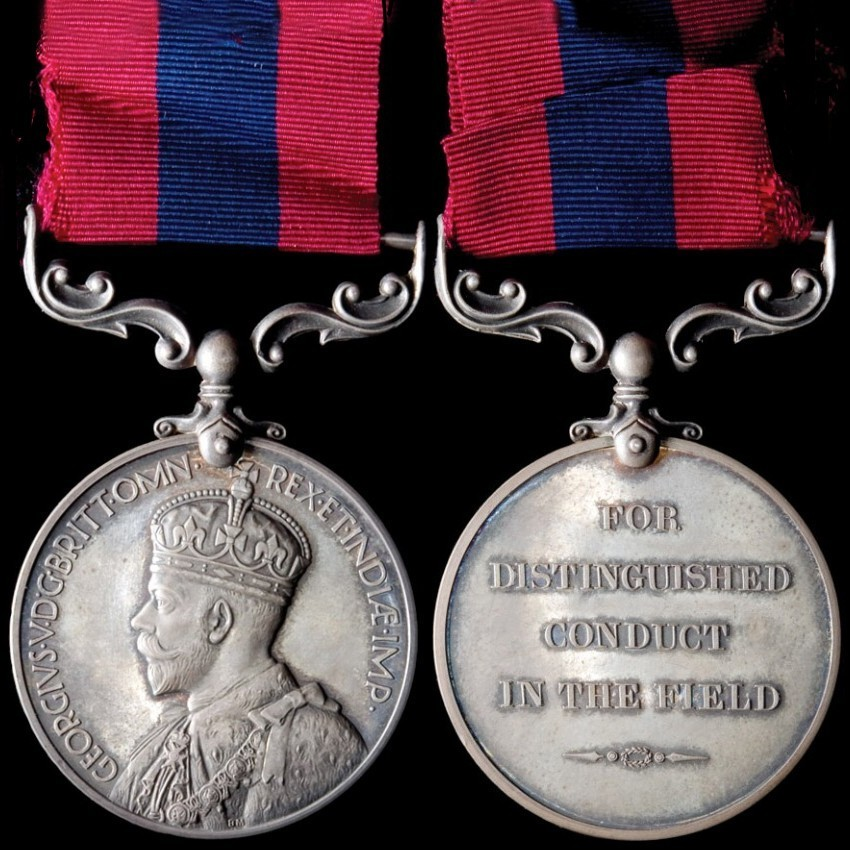
Rey Jorge V (versión 2)

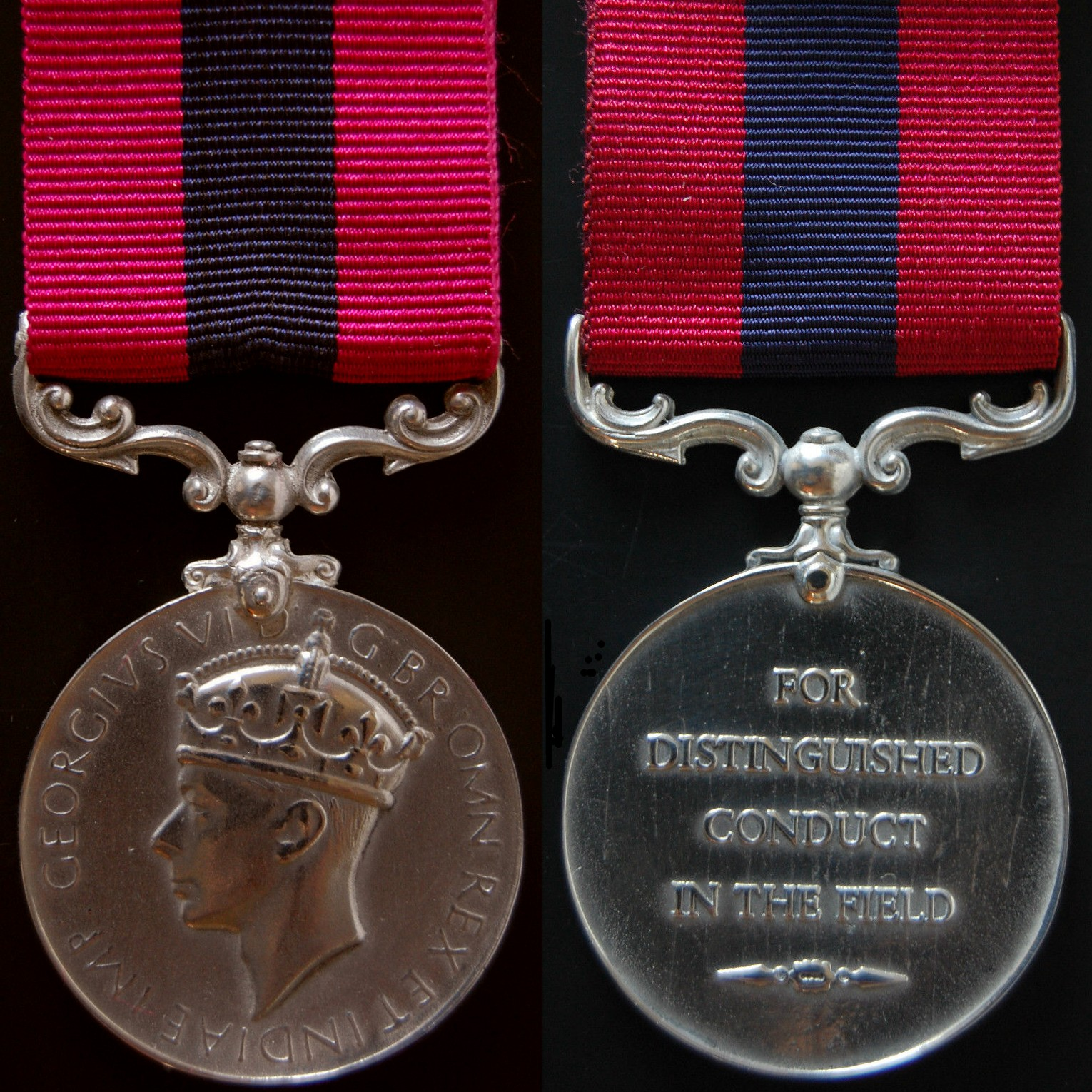
Rey Jorge VI (versión 1)

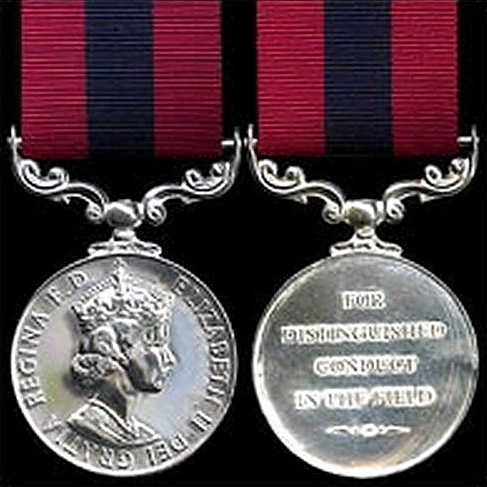
Reina Isabel II (versión)

La medalla fue acuñada en plata y es un disco de 36 mm de diámetro y de 3 mm espesor. La cinta de todas las versiones de la medalla es un patrón de desplazamiento ornamentado. El modo de fijación de la cinta a la medalla varió entre versiones de medallas, y en las primeras versiones, permitía el giro de la medalla. Todas las medallas concedidas llevan grabado el número, rango, nombre y unidad del destinatario en la cara posterior.
Anverso
El anverso victoriano original muestra un blasón de armas que incorpora el escudo de armas real en el centro, sin ninguna inscripción, como también se observa en la temprana Army Long Service and Good Conduct Medal. A partir de 1902, tras la coronación del rey Eduardo VII, la efigie del monarca reinante sustituye el trofeo de armas, con los respectivos títulos del monarca inscritos alrededor del perímetro.
- El rey Eduardo VII - "EDWARDVS VII REX IMPERATOR".
- Rey Jorge V, la cabeza descubierta - "GEORGIVS V BRITT: OMN: REX ET IND: IMP:".
- El rey Jorge V, coronado - "GEORGIVS • V • D • G • BRITT • OMN • REX • ET • Indiae • IMP •".
- Rey Jorge VI - Se hicieron dos versiones, con la inscripción "GEORGIVS VI D: G: BR OMN REX ET Indiae IMP:" para los premiados por la Segunda Guerra Mundial, o "GEORGIVS VI DEI GRA: BRITT: OMN: REX FID: DEF: BIU " a los galardonados (en lugar de la versión de Isabel II) canadienses durante la guerra de Corea.[2]
- Reina Isabel II - "ISABEL II DEI GRATIA REGINA FD".

Reverso
El reverso de todas las versiones es liso con un borde elevado y lleva la inscripción "PARA CONDUCTA DISTINGUIDO EN EL CAMPO DE BATALLA" en cuatro líneas, subrayada por una corona de laurel entre dos lanzas.
Barras
La barra es recta y también de plata. Barras Mayores, concedidas entre 1881 y mediados de 1916, llevan el año de la concesión posterior, mientras que las otorgadas después de mediados de 1916 llevan unas hojas de laurel sin fecha. Una roseta de plata en la barra de la cinta sirve para indicar la adjudicación de cada barra en uniformes de diario.
Cinta
La cinta es de 32 milímetros de anchura, de color carmesí oscuro con una banda azul marino militar de 10 milímetros de anchura en el centro.

## Destinatarios
Todos los premios de la Medalla de Conducta Distinguida fueron notificados en la Gaceta de Londres y durante la Primera Guerra Mundial fueron generalmente también publicados. Durante el reinado de la reina Victoria, se otorgaron 2892 medallas. De ellas, alrededor de 770 medallas fueron recompensas por la guerra de Crimea y 2076 por la segunda guerra bóer (algunas de estas últimas son la versión de Eduardo VII).
Durante la Guerra de los Bóeres seis medallas fueron entregadas a título póstumo y se concedieron seis barras, tres de ellas a destinatarios que habían ganado su primera medalla de conducta distinguida en esta guerra.
Durante la Primera Guerra Mundial, se entregaron 24.591 medallas de las versiones de Jorge V, así como 472 primeras barras y nueve segundas barras fueron concedidas, mientras que en la Segunda Guerra Mundial se concedieron 1.891 medallas de la primera versión de Jorge VI, así como nueve primeras barras.
Australia
A partir de la segunda guerra bóer, se otorgaron 2071 medallas a miembros del Ejército australiano y a tres miembros del Ejército del Aire Australiano. Treinta primeras barras fueron concedidas, todas a miembros del Ejército y la mayoría por acciones durante la Primera Guerra Mundial. El último premio a un australiano se hizo en 1972 con ocasión de la guerra de Vietnam.
Canadá
La medalla fue entregado por primera vez a un canadiense el 19 de abril de 1901. En total, hubo 2.132 premios a Ejército de Tierra de Canadá y Real Fuerza Aérea Canadiense personal, 38 primeros bares y una segunda Bar.
Nueva Zelanda
Entre 1899 y 1970, se concedió un total de 525 Medallas de Conducta Distinguida a neozelandeses.
Sudáfrica
Más de 300 Medallas de Conducta Distinguida fueron otorgadas a los sudafricanos durante las dos Guerras Mundiales. Mundial

## Otras lecturas
- Abbott, Peter E. Recipients of the Distinguished Conduct Medal, 1855–1909, A List with other Details of all who Received the Medal before the Outbreak of World War 1. ISBN 0903754096.
- Mackay, J; Mussel, J (eds.) (2004). Medals Yearbook – 2005. Token Publishing.
- Walker, Robert. Recipients of the Distinguished Conduct Medal 1914–1920. ISBN 090745500X.